# Paul Bert
Paul Bert (19 de octubre de 1833, Auxerre — más precisamente en Montallery[cita requerida] — 11 de noviembre de 1886, Hanói) fue un fisiólogo y político francés.

## Biografía
Criado en un medio jansénico, entró a la Escuela Politécnica de Francia (en la cual nunca alcanzará a diplomarse) con la intención de convertirse en ingeniero. Posteriormente estudia leyes, obteniendo un doctorado en derecho en 1857; y finalmente bajo la influencia del zoologista Louis Pierre Gratiolet (1815-1865), comienza a interesarse en la fisiología, volviéndose uno de los más brillantes alumnos de Claude Bernard. Doctor en medicina en 1864 (tesis sobre trasplantes en animales), doctor licenciado en ciencias en 1866, profesor de fisiología en Burdeos en 1866 (fue el profesor más joven de Francia) y posteriormente en la Sorbonne en 1869, se convierte en miembro de la Academia de Ciencias de Francia en 1882. Escribió una gran cantidad de manuales escolares sobre teorías racistas, o muy etnocéntricas, como es el caso de varios escritos personales del siglo XIX. Este etnocentrismo racial se encontró ampliamente refrendado en su experiencia administrativa en Tonkin, su libro La Deuxième année d'enseignement scientifique (34.ª edición: Armand Colin, 1896) afirmó que los blancos son muy superiores e inteligentes que los negros y los chinos. Contribuyó a establecer el paradigma racial republicano que colora la colonización francesa de prejuicios y desigualdad de razas, aunque parece anacrónico juzgar escritos de finales del siglo XIX a la luz de los valores del siglo XXI.